# 이재명 정부
이재명 정부(李在明政府, 2025년 6월 4일~) 또는 국민주권정부(國民主權政府)는 이재명 대통령을 수반으로 하는 대한민국 제6공화국의 아홉 번째 정부이다. 전임자인 윤석열 대통령이 선포한 비상계엄으로 국회에서 탄핵소추하자 헌법재판소에서 "위헌적인 비상계엄"이라는 이유로 파면된 이후 대법원이 이재명 공직선거법 위반 사건에서 파기환송하여 파기환송심이 열릴 예정이었으나 서울고등법원에서 "선거 이후로 재판을 연기"하면서 후보 등록한 보궐 선거에서 당선과 함께 출범하였다.
이재명 정부의 정책 입안 및 행정 실행은 실용주의와 국민주권, 사회 통합에 기반한다. 대한민국 제22대 국회의원 선거에 따라 더불어민주당이 다수 의석을 확보하여 이재명 정부는 여대야소 형태가 되었다. 2025년 6월 취임 직후 이재명 정부가 추진 중인 주요 정책에는 2024년 대한민국 비상계엄으로 인한 정치적 혼란 안정, 군의 위상 확립, 안전국가 건설, 경제 회복 등이 있고 초기엔 윤석열 정부가 남긴 정책을 수행한다.

## 명칭
이재명은 2025년 5월 15일 제21대 대통령 선거 운동 기간, 자신이 당선될 경우 차기 정부를 '국민주권정부'로 명명하겠다는 뜻을 밝혔다. 이와 관련하여 정부 출범 이틀째인 6월 5일, 강유정 대통령실 대변인은, 확정 사실이 없어 지금은 '이재명 정부'라며 "국민이 별칭으로 인지해 사용한다면 국민주권정부로 성격이 규정될 수는 있다"고 밝혔다. 하지만 다음날인 6일, 새 정부의 명칭으로 이재명 정부와 국민주권정부(國民主權政府)를 병기하기로 했다고 대통령실이 밝혔다.

## 취임 및 인수
2025년 6월 4일 오전, 중앙선거관리위원회는 전체위원회의를 열어 대선 개표 결과에 따라 더불어민주당 이재명 대선후보를 대통령 당선인으로 공식 확정하였다. 21대 대선은 궐위 선거이므로 선관위에서 당선인 결정안이 의결된 오전 6시 21분부로 신임 대통령의 임기가 시작되었다. 이에 따라 국군통수권을 비롯한 대통령의 모든 고유 권한이 임기 개시 시점에 이주호 대통령 권한대행 부총리 겸 교육부 장관으로부터 이 대통령에게 자동 이양되었다. 선관위는 오전 7시경 정부과천청사에서 이 대통령의 대리인인 더불어민주당 박찬대 원내대표를 통하여 당선증을 교부하였다.
이 대통령과 김혜경 여사는 서울특별시 동작구의 국립서울현충원을 찾아 현충탑에 참배한 뒤, 방명록에 '함께 사는 세상, 국민이 주인인 나라, 국민이 행복한 나라, 국민과 함께 만들겠습니다'라는 문구를 남겼다. 취임 행사는 대통령 취임식을 대신하여 여의도 국회의사당에서 취임선서식 형태로 이루어졌다. 이 대통령은 취임 첫날 용산 대통령실에서 집무를 시작하였다. 대선 후보 시절 공약과 같이 청와대 개·보수 작업이 완료된 후 청와대로 복귀할 방침이다.
이재명 정부 출범 당일 이주호 사회부총리 겸 교육부장관은 윤석열 정부 출신 국무위원 전원의 사임 의사를 전했지만, 이 대통령은 국정의 연속성과 비상경제점검의 필요성을 강조하면서 박성재 법무부장관 외 나머지 국무위원의 사의를 반려하였다. 이에 다음날 열린 이 정부 첫 국무회의에는 조태열 외교부장관과 안덕근 산업통상자원부장관 등 유임된 국무위원들이 참석하였으며, 오전 10시부터 오후 1시 40분경까지 진행되었다.
6월 5일, 인사 검증을 제외한 정부 조직 개편과 국정 과제 정리를 담당하는 대통령직인수위원회 개념의 조직인 '국정기획위원회'가 구성되어 16일 출범하였다. 위원장은 이한주 민주연구원장이, 부위원장은 김용범 대통령실 정책실장과 진성준 민주당 정책위 의장, 방기선 국무조정실장이 맡았다. 위원회는 과도하게 집중된 기능과 권한의 과감한 분산과 재배치, 인공지능 3대 강국 대도약을 뒷받침하기 위한 정부 효율성 강화, 정부 조직 정비 등을 통한 유능한 정부 구조로의 재설계 등을 정부 조직 개편 핵심으로 제시하였다.

## 정부 구성

### 국무위원
| 직위                      | 이름   | 사진 | 기간             | 직위                | 이름   | 사진 | 기간             |
| ------------------------- | ------ | ---- | ---------------- | ------------------- | ------ | ---- | ---------------- |
| 국무총리 (부의장)         | 김민석 |      | 2025년 7월 3일~  | 국가보훈부 장관     | 권오을 |      | 2025년 7월 25일~ |
| 부총리 겸 기획재정부 장관 | 구윤철 |      | 2025년 7월 18일~ | 문화체육관광부 장관 | 최휘영 |      | 2025년 7월 30일~ |
| 부총리 겸 교육부 장관     | 최교진 |      | 지명             | 농림축산식품부 장관 | 송미령 |      | 유임             |
| 과학기술정보통신부 장관   | 배경훈 |      | 2025년 7월 16일~ | 산업통상자원부 장관 | 김정관 |      | 2025년 7월 18일~ |
| 외교부 장관               | 조현   |      | 2025년 7월 18일~ | 보건복지부 장관     | 정은경 |      | 2025년 7월 21일~ |
| 통일부 장관               | 정동영 |      | 2025년 7월 25일~ | 환경부 장관         | 김성환 |      | 2025년 7월 21일~ |
| 법무부 장관               | 정성호 |      | 2025년 7월 18일~ | 고용노동부 장관     | 김영훈 |      | 2025년 7월 21일~ |
| 국방부 장관               | 안규백 |      | 2025년 7월 25일~ | 여성가족부 장관     | 원민경 |      | 지명             |
| 행정안전부 장관           | 윤호중 |      | 2025년 7월 19일~ | 국토교통부 장관     | 김윤덕 |      | 2025년 7월 31일~ |
| 중소벤처기업부 장관       | 한성숙 |      | 2025년 7월 23일~ | 해양수산부 장관     | 전재수 |      | 2025년 7월 23일~ |

### 기타
| 직위                  | 이름   | 기간                  | 직위             | 이름   | 기간                 |
| --------------------- | ------ | --------------------- | ---------------- | ------ | -------------------- |
| 감사원장              | 최재해 | 2021년 11월 12일~현재 | 감사위원         | 백재명 | 2025년 1월 18일~현재 |
| 감사원장              | 최재해 | 2021년 11월 12일~현재 | 감사원 사무총장  | 최달영 | 2024년 2월 16일~현재 |
| 대통령비서실장        | 강훈식 | 2025년 6월 5일~현재   |                  |        |                      |
| 국가안보실장          | 위성락 | 2025년 6월 5일~현재   |                  |        |                      |
| 국가정보원장          | 이종석 | 2025년 6월 25일~현재  |                  |        |                      |
| 방송통신위원회 위원장 | 이진숙 | 2024년 7월 31일~현재  |                  |        |                      |
| 대통령경호처장        | 황인권 | 2025년 6월 5일~현재   | 대통령경호처차장 | 박관천 | 2025년 6월 4일~현재  |

| 직위                  | 이름   | 기간                 | 직위                    | 이름   | 기간                 |
| --------------------- | ------ | -------------------- | ----------------------- | ------ | -------------------- |
| 재정기획보좌관        | 류덕현 |                      | 외교안보특별보좌관      |        |                      |
| 대통령비서실장        | 강훈식 | 2025년 6월 5일~      | 총무비서관              | 김현지 | 2025년 6월~현재      |
| 대통령비서실장        | 강훈식 | 2025년 6월 5일~      | 의전비서관              | 권혁기 | 2025년 6월~현재      |
| 대통령비서실장        | 강훈식 | 2025년 6월 5일~      | 제1부속실장             | 김남준 | 2025년 6월~현재      |
| 대통령비서실장        | 강훈식 | 2025년 6월 5일~      | 제2부속실장             | 윤기천 | 2025년 7월~현재      |
| 대통령비서실장        | 강훈식 | 2025년 6월 5일~      | 연설비서관              | 공석   |                      |
| 대통령비서실장        | 강훈식 | 2025년 6월 5일~      | 국정기획비서관          | 권순정 | 2025년 6월 13일~현재 |
| 대통령비서실장        | 강훈식 | 2025년 6월 5일~      | 국정기록비서관          | 공석   |                      |
| 대통령비서실장        | 강훈식 | 2025년 6월 5일~      | 국정상황실장            | 김정우 | 2025년 6월~현재      |
| 대통령비서실장        | 강훈식 | 2025년 6월 5일~      | 균형인사제도비서관      | 공석   |                      |
| 대통령비서실장        | 강훈식 | 2025년 6월 5일~      | 인사비서관              | 김용채 | 2025년 6월 5일~현재  |
| 대통령비서실장        | 강훈식 | 2025년 6월 5일~      | 관리비서관              | 이정도 | 2025년 6월~현재      |
| 대통령비서실장        | 강훈식 | 2025년 6월 5일~      | 재정기획보좌관 (신설)   | 류덕현 | 2025년 6월 6일~      |
| 정무수석비서관        | 우상호 | 2025년 6월 8일~      | 정무비서관              | 김병욱 | 2025년 6월~현재      |
| 정무수석비서관        | 우상호 | 2025년 6월 8일~      | 자치발전비서관          | 이선호 | 2025년 6월~현재      |
| 홍보소통수석비서관    | 이규연 | 2025년 6월 8일~      | 홍보기획비서관          | 조한상 | 2025년 7월~현재      |
| 홍보소통수석비서관    | 이규연 | 2025년 6월 8일~      | 국정홍보비서관          | 이민주 | 2025년 6월~현재      |
| 홍보소통수석비서관    | 이규연 | 2025년 6월 8일~      | 대변인                  | 강유정 | 2025년 6월 5일~현재  |
| 홍보소통수석비서관    | 이규연 | 2025년 6월 8일~      | 해외언론비서관          | 공석   |                      |
| 홍보소통수석비서관    | 이규연 | 2025년 6월 8일~      | 보도지원비서관          | 김상호 | 2025년 6월~현재      |
| 홍보소통수석비서관    | 이규연 | 2025년 6월 8일~      | 디지털소통비서관        | 김남국 | 2025년 6월~현재      |
| 경청통합수석비서관    | 전성환 | 2025년 6월 29일~현재 | 국민경청비서관          | 배진교 | 2025년 7월~현재      |
| 경청통합수석비서관    | 전성환 | 2025년 6월 29일~현재 | 국민통합비서관          | 공석   |                      |
| 경청통합수석비서관    | 전성환 | 2025년 6월 29일~현재 | 공공갈등조정비서관      | 공석   |                      |
| 민정수석비서관        | 봉욱   | 2025년 6월 29일~현재 | 민정비서관              | 이태형 | 2025년 6월~현재      |
| 민정수석비서관        | 봉욱   | 2025년 6월 29일~현재 | 공직기강비서관          | 전치영 | 2025년 6월~현재      |
| 민정수석비서관        | 봉욱   | 2025년 6월 29일~현재 | 법무비서관              | 이장형 | 2025년 6월~현재      |
| 민정수석비서관        | 봉욱   |                      | 사법제도비서관          | 이진국 | 2025년 6월~현재      |
| 대통령비서실 정책실장 | 김용범 | 2025년 6월 5일~      |                         |        |                      |
| 대통령비서실 정책실장 | 김용범 | 2025년 6월 5일~      | 국정과제·정책조정비서관 | 한상익 | 2025년 6월~현재      |
| 대통령비서실 정책실장 | 김용범 | 2025년 6월 5일~      | 정책홍보비서관          | 공석   |                      |
| 경제성장수석비서관    | 하준경 | 2025년 6월 6일 ~     | 성장경제비서관          | 이형주 | 2025년 6월~현재      |
| 경제성장수석비서관    | 하준경 | 2025년 6월 6일 ~     | 산업정책비서관          | 윤성혁 | 2025년 6월~현재      |
| 경제성장수석비서관    | 하준경 | 2025년 6월 6일 ~     | 국토교통비서관          | 이성훈 | 2025년 6월~현재      |
| 경제성장수석비서관    | 하준경 | 2025년 6월 6일 ~     | 농림축산비서관          | 이영수 | 2025년 6월~현재      |
| 경제성장수석비서관    | 하준경 | 2025년 6월 6일 ~     | 중소벤처비서관          | 공석   |                      |
| 경제성장수석비서관    | 하준경 | 2025년 6월 6일 ~     | 해양수산비서관          | 이영호 | 2025년 7월~현재      |
| 사회수석비서관        | 문진영 | 2025년 6월 6일 ~현재 | 보건복지비서관          | 공석   |                      |
| 사회수석비서관        | 문진영 | 2025년 6월 6일 ~현재 | 노동비서관              | 이옥남 | 2025년 7월~현재      |
| 사회수석비서관        | 문진영 | 2025년 6월 6일 ~현재 | 교육비서관              | 공석   |                      |
| 사회수석비서관        | 문진영 | 2025년 6월 6일 ~현재 | 문화체육비서관          | 공석   |                      |
| 사회수석비서관        | 문진영 | 2025년 6월 6일 ~현재 | 성평등가족비서관        | 정정옥 | 2025년 6월~현재      |
| AI미래기획수석비서관  | 하정우 | 2025년 6월 16일~     | 국가AI정책비서관        | 김우창 | 2025년 6월~현재      |
| AI미래기획수석비서관  | 하정우 | 2025년 6월 16일~     | 과학기술연구비서관      | 공석   |                      |
| AI미래기획수석비서관  | 하정우 | 2025년 6월 16일~     | 인구정책비서관          | 공석   |                      |
| AI미래기획수석비서관  | 하정우 | 2025년 6월 16일~     | 기후환경에너지비서관    | 이유진 | 2025년 6월~현재      |

| 직위               | 이름   | 기간             |
| ------------------ | ------ | ---------------- |
| 국가안보실장       | 위성락 | 2025년 6월 5일~  |
| 국가위기관리센터장 | 김상호 |                  |
| 제1차장            | 김현종 | 2025년 6월 15일~ |
| 제2차장            | 임웅순 | 2025년 6월 15일~ |
| 제3차장            | 오현주 | 2025년 6월 15일~ |
| 안보전략비서관     | 공석   |                  |
| 국방비서관         | 최병옥 |                  |
| 외교정책비서관     | 최희덕 |                  |
| 통일정책비서관     | 공석   |                  |
| 경제안보비서관     | 공석   |                  |
| 사이버안보비서관   | 공석   |                  |

## 국정 방향
국정 과제 정리를 담당하는 대통령직인수위원회 개념의 조직인 국정기획위원회는 핵심 공약과 주요 국정과제 이행을 위해 5년간 210조원을 추가 투자하는 재정투자계획을 마련하여 2025년 8월, 국민주권정부 5년 청사진을 대국민 보고대회 형식으로 발표하였다. 정부 국정운영 계획은 국가 비전, 3대 국정 원칙, 5대 국정 목표, 123대 국정과제 등으로 순차 구조화되었다. 국가 비전은「국민이 주인인 나라, 함께 행복한 대한민국」이다.

### 3대 국정 원칙
- 경청과 통합
- 공정과 신뢰
- 실용과 성과

### 5대 국정 목표
- 국민이 하나 되는 정치 (19개 국정과제 및 79개 실천과제)
  - 국민주권과 민주주의의 확립
  - 정의로운 국민통합의 실현
  - 문제를 해결하는 유능한 정부
- 세계를 이끄는 혁신경제 (29개 국정과제 및 137개 실천과제)
  - AI 2대 강국 도약
  - 기초가 탄탄한 과학기술
  - 혁신으로 도약하는 산업 르네상스
  - 기후위기 대응과 지속가능한 에너지 전환
  - 성장을 북돋는 금융혁신
- 모두가 잘 사는 균형성장 (23개 국정과제 및 113개 실천과제)
  - 자치분권 기반의 균형성장
  - 활력이 넘치는 민생경제
  - 협력과 상생의 공정경제
  - 희망을 실현하는 농산어촌
- 기본이 튼튼한 사회 (37개 국정과제 및 173개 실천과제)
  - 생명과 안전이 우선인 사회
  - 내 삶을 돌보는 복지
  - 국민건강을 책임지는 보건의료
  - 인구위기를 극복하는 대전환
  - 누구나 존중받는 일터
  - 내 삶에 기회를 여는 성평등
  - 각자의 가능성을 키우는 교육
  - 함께 누리는 창의적 문화국가
- 국익 중심 외교·안보 (15개 국정과제 및 62개 실천과제)
  - 국민에게 신뢰받는 강군
  - 평화 공존과 번영의 한반도
  - 세계로 향하는 실용외교

## 정책 기조

### 통합

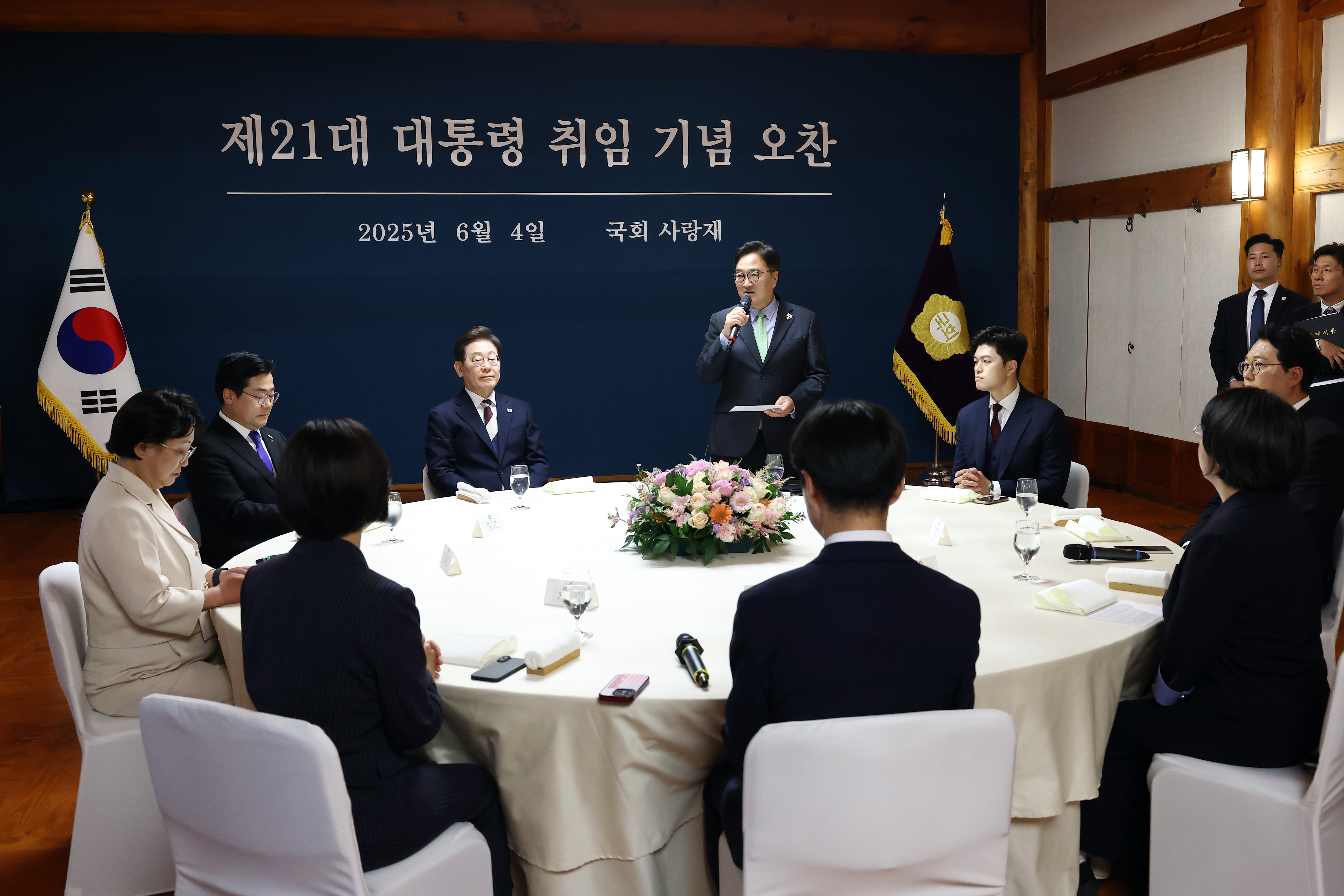
여야 7당 대표들과 오찬을 함께 하고 있는 이 대통령 (2025년 6월 4일)

이재명 대통령의 정책은 대한민국 제21대 대통령 선거 당시 그의 후보 공약집, 당선 이후 6월 4일 취임 선언, 그리고 취임 당일과 그 다음 날 이루어진 여러 행보와 내각 인선 등을 통해 유추해볼 수 있다. 이재명은 대통령 이전부터 '통합'을 강조해왔고, 취임사에서도 '통합'을 5번 언급하였는데, 이 대통령은 "모든 국민을 아우르고 섬기는 모두의 대통령이 되겠다"며 "통합은 유능의 지표이며, 분열은 무능의 결과이다", "분열의 정치를 끝낸 대통령이 되겠다", "국민통합을 동력으로 삼아 위기를 극복하겠다" 등 사회 통합에 관한 자신의 의견을 여러 차례 피력했다. 이후 정당 대표들과의 오찬회에서도 통합과 타협, 양보 등의 협력 정신을 강조하기도 했다. 이재명 정부의 첫 국무총리 후보자가 된 김민석 역시 2025년 6월 5일 기자들과의 인터뷰에서 국민 통합을 언급하기도 했다.

### 실용주의
여러 언론은 성남시장부터 시작된 그의 인사 배치 및 주요 정책 이행을 언급하며 대통령이 된 이후에는 실용주의를 추구하고 있다. 대표적으로 이 대통령은 취임 당일, 초대 국가안보실장에 위성락 의원을 후보로 임명하였다. 위성락 안보실장은 외교부 북미국장, 한반도 평화교섭본부장, 주미대사관 정무공사, 주러시아 대사 등을 역임한 인물로, 이 대통령의 외교 책사 역할을 해왔다. 또한 장기적인 대한민국의 불황에 따라 이 대통령은 취임 선서에서 "민생회복과 경제 살리기부터 시작하겠다"며 비상경제대응 태스크포스를 바로 가동하겠다고 밝혔으며, 실제로 취임 당일 제1호 행정명령으로 비상경제점검 태스크포스 구성을 지시하였다.

## 정치

2025년 7월 4일 국무회의에 앞서 이재명 대통령과 김민석 국무총리가 함께 걷고 있다.

### 당정관계
이재명 대통령은 취임 나흘째인 2025년 6월 7일, 한남동 관저에서 이 대통령의 당대표 1·2기 시절 지도부 의원 24명과 만찬을 가졌다. 6월 10일, 박찬대 더불어민주당 대표 직무대행 겸 원내대표는 국회를 방문한 우상호 정무수석을 예방한 자리에서 내란종식·경제성장·민생회복·국민통합 등 네 가지의 과제를 달성하여 새로운 대한민국을 건설하는 데 당정이 협력하자고 주장하였다. 6월 13일, 국민주권정부의 첫 더불어민주당 원내대표로 김병기 의원이 선출되었다. 김 의원은 국민의 정부 대통령직인수위원회와 참여정부의 국가정보원 개혁 태스크포스에서 활동한 이력이 있다. 그는 현장투표 전 정견발표에서 "오직 대한민국과 이재명 정부의 성공만 생각하겠다"고 밝혔으며, 수락연설에서는 "500만 당원, 167명의 의원과 함께 최선을 다해 이재명 정부의 성공을 뒷받침하고 대한민국 재건에 저의 모든 것을 바치겠다"고 밝혔다.

### 청와대 재이전 추진
이재명 대통령은 대선 과정에서 청와대 보수 작업이 완료되는 대로 집무실을 이전하겠다는 계획을 밝혔다. 정부 출범 후 용산 대통령실을 청와대로 재이전하기 위한 청와대 재이전 태스크포스를 조직하였는데, 문재인 정부 청와대에서 총무비서관을 지낸 이정도 전 비서관이 태스크포스 팀장을 맡아 청와대 재이전 작업을 주도하고 있다. 이는 세종특별자치시를 행정수도로 만들겠다던 공약과는 대비되는지라 세종특별자치시는 반발하였다. 이재명 대통령의 후보 시절 공약에 세종을 행정수도로 만들겠다는 공약이 있어 세종시는 시세가 이례적으로 올랐었는데, 해양수산부 부산 이전 추진과 세종시 정부청사가 아닌 청와대 복귀 입장으로 많은 주민들이 불만을 표하기도 하였다.
2025년 6월 13일, 과거 청와대 업무표장을 바탕으로 한 새 대통령실 업무표장이 공개되었다. 대통령실은 청와대 복귀 추진에 따라 용산 대통령실 청사를 형상화한 현재의 대통령실 업무표장 사용을 지양한다고 밝혔다. 8월 1일, 대통령 집무실 복귀 작업의 본격 진행으로, 윤석열 정부 출범과 함께 2022년 5월 10일 전면 개방됐던 청와대 관람이 전면 중단되었다.

### 조직 개편
2025년 6월, 기존 장관급 4명, 차관급 11명, 비서관 50명 규모의 대통령실이 장관급 4명, 차관급 11명, 비서관 49명으로 바뀌는 조직 개편안이 발표되었다. 강훈식 대통령실 비서실장은 조직 개편의 일환으로 국정상황실을 확대하고 국가위기관리센터를 기존의 국가안보실 2차장 소속에서 국가안보실장 소속으로 이관키로 결정하였다고 밝혔다. 또한 국가정책 관리 체계화를 위한 국정과제비서관실과 정책조정비서관실의 통합, 수석급 재정기획보조관 신설, 시민사회수석의 경청통합수석으로의 변경·확대, 인공지능미래기획수석·해양수산비서관 신설, 여성가족비서관의 성평등가족비서관으로의 확대, 국정기록비서관 복원, 사법제도비서관 설치 등의 내용을 밝혔다.

### 해수부 이전 추진
이 대통령은 대선 후보 시절, 지역 균형발전 대표 공약 중 하나로 해양수산부 부산 이전을 내걸었다. 부산 유세에서는 해수부를 부산으로 이전해 부산을 해양 강국의 중심도시로 만들겠다고 약속하기도 했다. 정부 출범 후인 6월 23일, 해수부 장관 후보자로 부산 출신의 전재수 의원이 지명되었으며, 다음날인 24일 국무회의에서 이 대통령은 해수부 부산 이전을 연내에 이행할 수 있는 방안을 검토하라고 강도형 해수부 장관에게 지시하였다.

## 외교·통일·안보

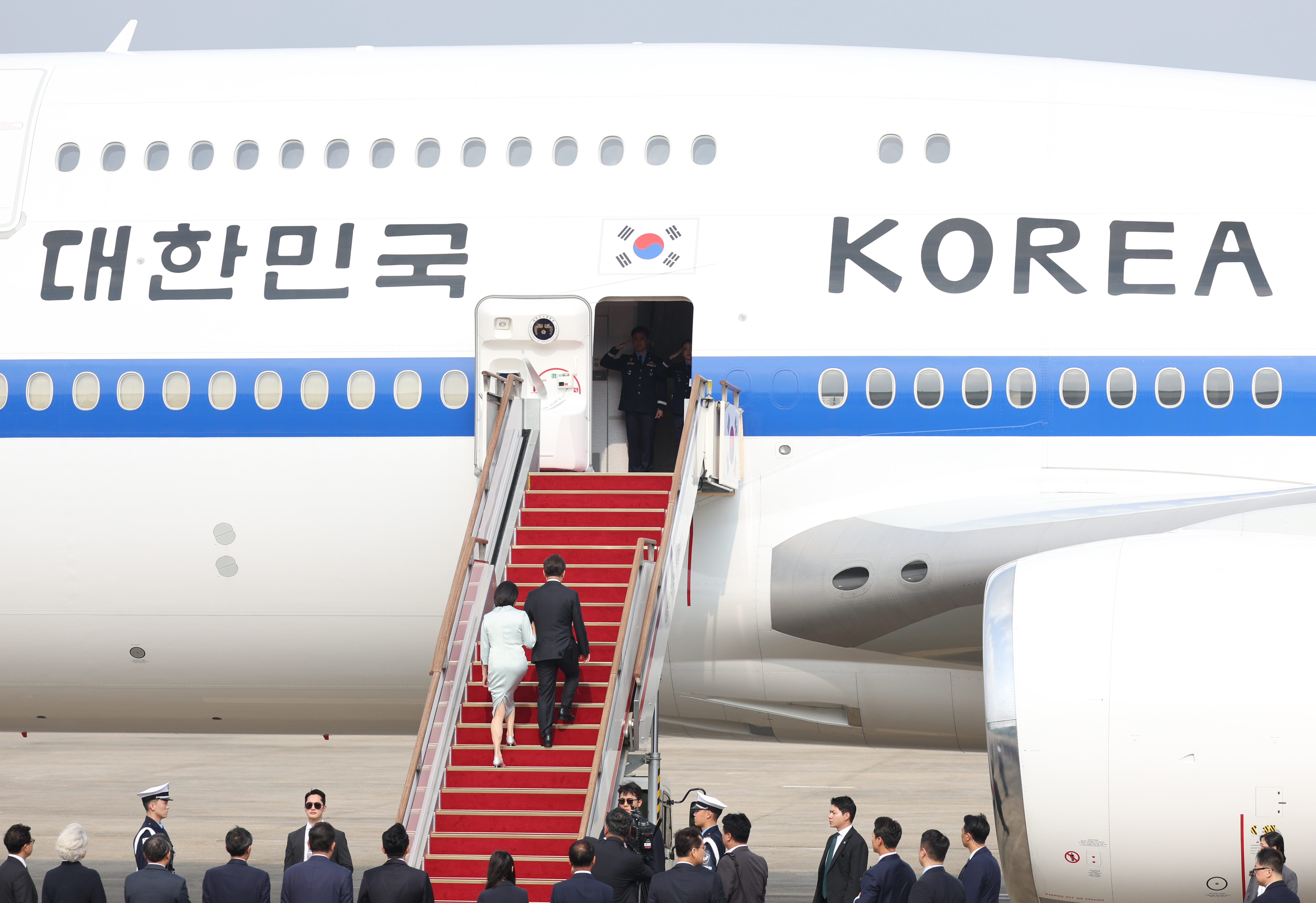
취임 후 첫 순방지인 캐나다 출국길에 오른 이 대통령 내외 (2025년 6월 16일)

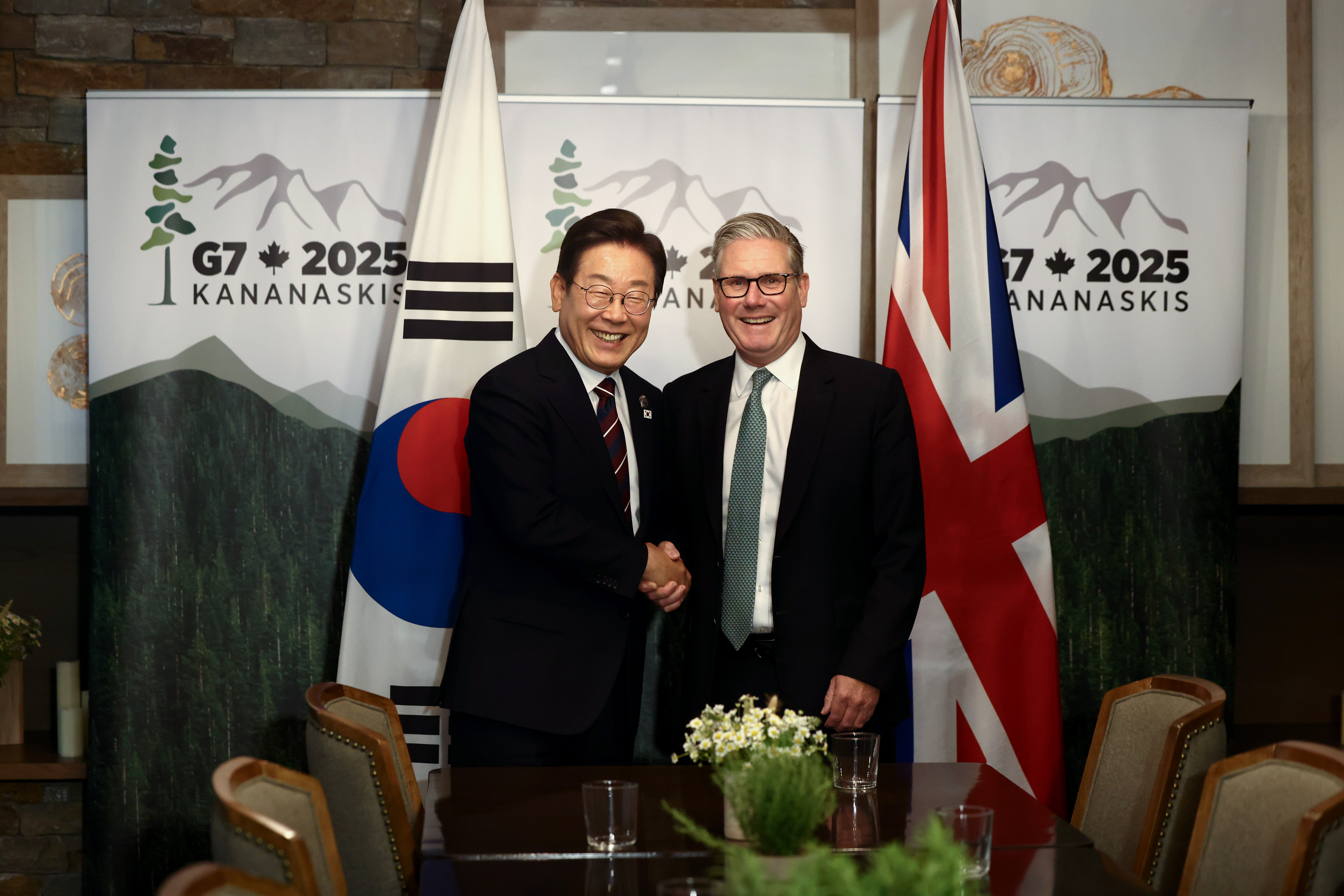
G7 정상회의 계기 한·영 정상회담 전 악수하고 있는 이 대통령과 키어 스타머 영국 총리 (2025년 6월)

국민주권정부의 외교 기조로는 실용외교가 있으며, 김진아 국민주권정부 정부 초대 외교부 2차관은 이 실용외교에 대해, 단순히 실리만을 추구하는 것이 아닌 가치와 실리의 균형을 맞추는 것이라며 "전략적 자율성을 충분히 확보하며, 또 위협을 관리하고 기회를 포착하는 정교한 외교 전략"이라고 설명하였다. 이 대통령은 취임 후 미국과 일본, 중국에 이은 네 번째 정상 통화를, 두코바니 원자력 발전소 사업 등 경제 협력 관계가 강화되고 있는 체코와 진행하였다. 역대 대통령들은 취임 이후 미국을 첫 번째로 중국, 러시아, 일본 등 주변 주요국을 우선해 정상 통화를 해 오는 게 관례였으나, 체코와 네 번째 정상 통화를 하여 이례적이라는 평가가 있었다.
위성락 안보실장은 이 대통령의 제51회 캐나다 G7 정상회의 참석차 출국 전날 가진 브리핑에서 "한국은 미국을 비롯한 G7 국가들과 가치를 같이하는 나라"라며 여기에 동참하고 동조·협의하면서 대외관계를 맺는 것이 기조라고 밝혔다. 위 실장은 이어, 이 대통령이 한미동맹, 자유경제, 한미일 협력을 기조로 한다고 했으며, 그러면서도 동시에 중국·러시아 등 주변 주요국과의 관계를 나쁘게 가져가지 않으려 하고 있다고 밝혔다.

### 남북 관계
이 대통령의 대북확성기 방송 중지 지시로, 2025년 6월 11일 오후부로 대북 확성기 방송이 중단되었다. 북한 또한 11일 밤부터 대남확성기 방송을 송출하지 않았는데, 7월 3일 열린 취임 30일 기자회견에서 이 대통령은 "너무 빨리 호응해서 저도 약간은 기대 이상이었다"고 말했다. 이 대통령은 6월 12일, 우상호 대통령정무수석비서관 대독의〈6·15 정상회담 25주년 기념식〉축사에서 "평화가 곧 경제다. 이제 굳건한 평화를 바탕으로 남북이 공존·번영하는 한반도를 만들어야 한다"고 밝혔다. 또한 "중단된 남북 대화 채널부터 빠르게 복구하도록 노력하겠다"고 강조하며 평화로운 한반도를 만드는 것은 새 정부의 중요한 과제라고 밝혔다. 6·15 남북공동선언 25주년을 맞는 15일에는 "군사적 긴장 완화와 평화로운 분위기 조성을 위해 중단된 남북 대화채널을 신속히 복구하겠다"며 대화·협력 재개에 대한 의지를 드러냈다.
이 대통령은 6월 23일, 참여정부 초대 통일부 장관을 역임했던 정동영 의원을 국민주권정부 초대 통일부 장관으로 지명했다. 다음날 정 후보자는 "일단 평화를 정착하는 것이 5천만 국민의 지상명령이고 지상과제"라고 했다. 또한, 윤석열 정부에서 통일부의 남북회담·교류협력, 개성공단 지원 등을 담당하는 조직을 남북관계관리단으로 통폐합해 축소한 데 대해서는 "비정상"이라고 비판하였다. 정 후보는 청문회에서 한국의 대북 도발사례 중 생각나는 게 있느냐는 질문에 "정치는 위대하다고 생각합니다. 독일 정치는 위대했습니다. 한국 정치는 못났습니다. 그 결과가 오늘입니다. 지금이라도 정치가 거듭나야 합니다. 정치가 정치답게 기능하면 상황은 바뀝니다"라고 말하기도 했다. 정동영 후보자는 7월 25일 장관직에 취임하자마자 판문점을 찾아 남북 연락채널 상황 등을 점검, 남북직통전화 호출을 시도하기도 했다. 정 장관은 윤석열 정부의 3년을 '강 대 강의 시간'이었다고 하면서 이제는 "선 대 선의 시간으로 바꿔야 한다"고 장관 취임식에서 밝혔다.
이 대통령은 제80주년 광복절 경축사에서 다음과 같이 대북 발언을 하였다.
"남과 북은 원수가 아니다. 남과 북은 서로의 체제를 존중하고 인정하되 평화적 통일을 지향하는 그 과정의 특수관계라고 우리는 정의했다. …평화로운 한반도는 핵 없는 한반도이다. …공리공영·유무상통 원칙에 따라 남북 주민의 삶을 실질적으로 개선할 수 있는 교류 협력 기반 회복, 그리고 공동 성장 여건 마련에 나서겠다. …광복 80주년인 올해가 대립과 적대의 시대를 끝내고 평화·공존과 공동성장의 한반도 새 시대를 함께 열어갈 적기라고 생각한다. 신뢰를 회복하고 단절된 대화를 복원하는 길에 북측이 화답하기를 인내하며 기대하겠다."
 — 2025년 8월 15일, 이 대통령

#### 대북전단
2025년 6월 10일, 통일부는  대북전단 살포에 유감을 표명하고 전단 살포 중단을 요청했다. 정부 소식통은 통일부의 입장 발표에 대해 "대통령실과 긴밀한 소통이 있었다"고 전했다. 또한, 이날 국무회의에서 이 대통령은 관계 부처 협의하에 항공안전관리법·재난안전법·고압가스안전관리법 등 법령 위반 여부에 따라 처벌을 포함한 구체적인 대응 방안 마련을 지시하였다. 하지만 6월 14일 새벽 강화도에서 민간단체가 북한 지역으로 전단을 살포한 것이 확인되었으며, 이날 이 대통령은 전 관련 부처에 대북전단 살포 관련 예방 및 사후 처벌 대책을 지시하였다. 강유정 대통령실 대변인은 "대북 전단 살포 시 입장을 분명히 밝혔음에도 불구하고 이를 위반한 데 대해 상황을 엄중하게 인식하고 있다"고 밝혔다.

### 한미 관계

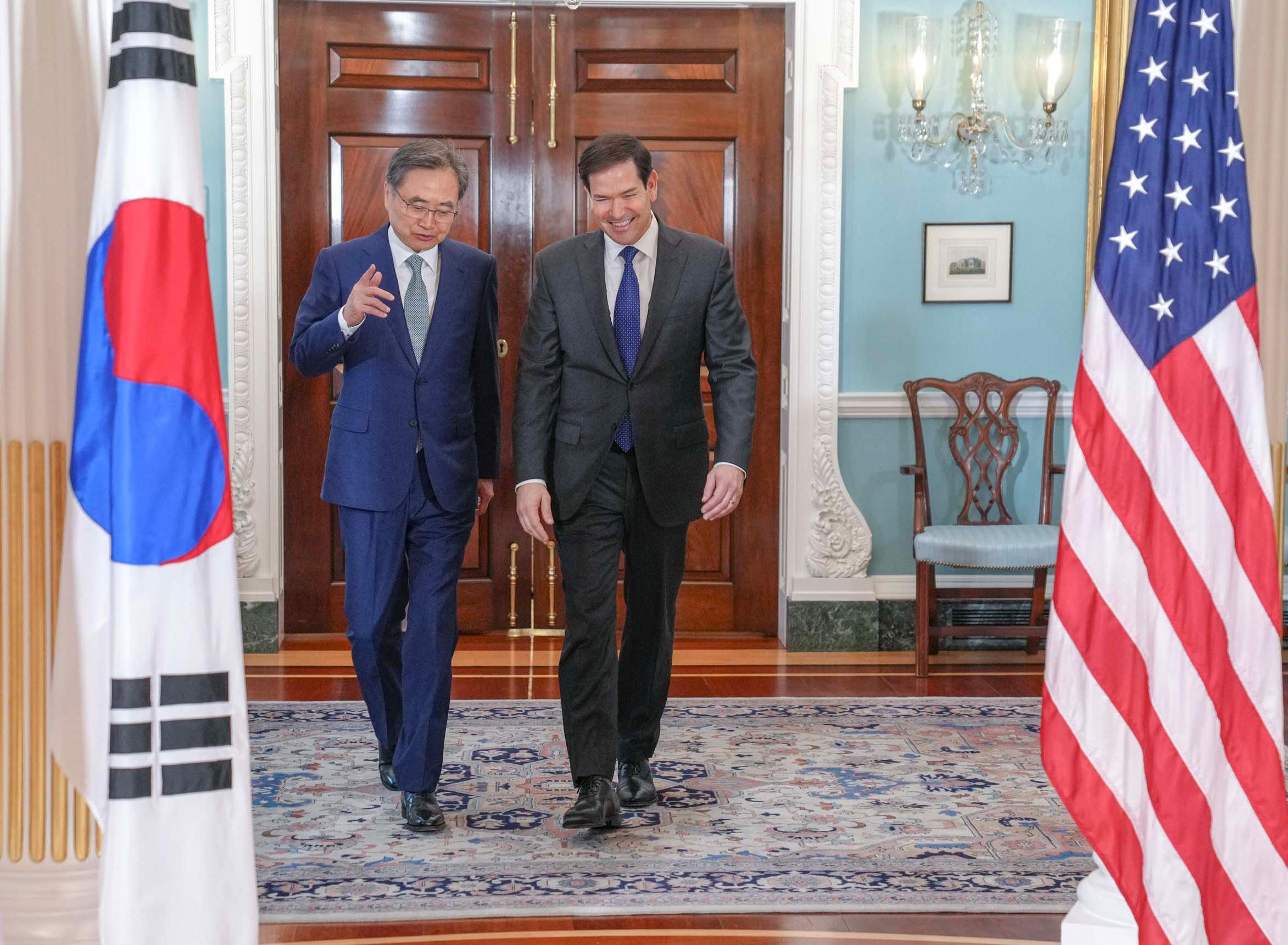
마코 루비오 미국 국무와 회동 중인 조현 외교

이 대통령과 도널드 트럼프 미국 대통령 간 첫 전화 통화는 이 대통령 취임 사흘째인 2025년 6월 6일 오후 10시에 20분간 이루어졌다. 다른 대통령들이 취임 직후 미측과 통화를 한것과는 완전히 대비되는 모습이다. 양 정상 간의 통화에서 한미 관세 협의 내용이 오갔으며 미측이 이 대통령을 방미 초청했다고 하는데, 두 정상은 "가능한 시간에 동맹을 위한 라운딩을 갖기로 했다"고 대한민국 대통령실이 밝혔다. 한미 정상 간 전화 통화가 이 대통령 취임 당일 또는 다음날 이루어질 것으로 관측되기도 하였으나 지연되자 야권에서는 이를 우려하는 메시지를 내기도 했었다.
트럼프 대통령은 윤석열 정부의 권한대행 체제 시기였던 4월 9일 대(對)한국 관세 25% 부과를 결정한 데 이어 7월 7일, "한국에 8월 1일부터 상호 관세 25%를 부과할 것"이라며 이 대통령을 수신인으로 하는 서한을 대일본 서한과 함께 공개하였다.
7월 24일 김정관 산업통상자원부 장관과 여한구 통상교섭본부장은 하워드 러트닉 미 상무장관과 통상협상을 진행, 하루를 더 연장하여 25일까지 이틀 연속 협상을 이어갔다. 다음날에도 미국 협상단의 일정에 맞춰 스코틀랜드를 방문하며 추가 협상을 이어갔다. 구윤철 부총리 겸 기획재정부 장관이 29일 미국 협상에 합류, 러트닉 장관과 2시간 통상 협의를 이어나갔다. 이후 현지시간 30일(한국시간 31일 오전 7시 40분경) 트럼프 대통령이 한미 관세 협상이 타결되었음을 공식 발표, 곧이어 한국 측에서도 긴급 브리핑을 열어 협상 결과를 발표하였다. 협상의 주요 결과는 다음과 같다.
- 미국
  - 대한(對韓) 상호관세 15% 부과
  - 품목별 관세 인하 (한국산 자동차는 25→15%, 반도체·의약품은 최혜국 대우)
- 한국
  - 미국산 제품에 무관세
  - 미국산 자동차·트럭·농산물 시장 완전개방
  - 3,500억 달러 대미투자
  - 미국 액화천연가스(LNG) 등 에너지 1,000억 달러 수입

## 경제

### 금융
2025년 6월 11일, 이 대통령은 한국거래소에서 열린 〈주식시장 불공정거래 근절을 위한 현장 간담회〉에서 "정상적으로 배당을 잘하는 경우에 조세를 내리겠다"고 밝혔다. 또한 한국 주식의 저평가와 관련해 "지금은 우량주 장기 투자도 하기 어려운 상황이 되었다"며 "이제는 다 바꿔 투자할 만한, 길게 보면 괜찮은 시장으로 만들어야 한다"고 했는데, 이어 정부는 주가 조작 등 불공정 거래에 대해 원스트라이크 아웃제를 도입할 것이라고 밝혔다. 이달 21일에는 코스피가 3년 반만에 종가 3,000선 위에서 거래를 마감하였다. 이달 수익률은 28%, 상승률은 14.4%로, 1999년 이후 최대 상승세를 기록, 주요국 증시 중 가장 높은 상승률을 보였다.

### 민생회복 소비쿠폰
민생회복 소비쿠폰(민생지원회복금)은 민생경제 회복을 위한 조치로 소비활성화와 소상공인 및 자영업자 매출확대를 위한 전국민 대상 지원금이다. 1인당 15~55만원을 받을 수 있으며, 소득에 맞게 지원 금액이 다르다. 총 두 차례에 걸쳐 지급된다. 1차적으로 전국민에게 1인당 15~40만원을 지원하고, 2차로 전국민 90%에게 1인당 10만원을 추가 지급한다. 또한, 사용기한은 2025년 11월 30일이다.
| 구 분                                      | 상위 10%               | 일반국민               | 차상위·한부모가족      | 기초수급자             |
| ------------------------------------------ | ---------------------- | ---------------------- | ---------------------- | ---------------------- |
| 1차 선지급 (비수도권/농어촌 인구 감소지역) | 15만원 (+3만원/+5만원) | 15만원 (+3만원/+5만원) | 30만원 (+3만원/+5만원) | 40만원 (+3만원/+5만원) |
| 2차 추가지급                               | -                      | +10만원                | +10만원                | +10만원                |
| 합계 (비수도권/농어촌 인구 감소지역)       | 15만원 (18만원/20만원) | 25만원 (28만원/30만원) | 40만원 (43만원/45만원) | 50만원 (53만원/55만원) |

이에 국비 12조 2,000억, 지방비 1조 7,000억이 들어가 총 13조 9,000억 원를 지출하게 된다. 이는 내수 진작, 소상공인·자영업자 매출 확대, 지역 균형발전, 취약계층에 대한 지원 등을 목적으로 한다.

## 과학·기술

### 인공지능
2025년 6월, 최대 2조 5천억 원을 투입해 인공지능(AI) 학습용 그래픽처리장치(GPU) 기반을 마련하겠다며 정부가 2024년부터 추진했던 국가AI컴퓨팅센터 사업이 두 차례 공모에도 신청 기업이 나오지 않으면서 유찰되었다. 2027년까지 1엑사플롭스(EF) 능력을 갖춘 AI컴퓨팅센터를 비수도권에 짓는다는 목표로 공공(지분율 51%)과 함께 국가AI컴퓨팅 센터를 운영할 민간 특수목적법인(SPC)을 모집했다.
정부는 전임 윤석열 정부에서 신설된 과학기술수석을 폐지하고, AI미래기획수석실을 신설하여, 그 산하에 국가AI정책비서관, 과학기술연구비서관, 인구정책비서관, 기후환경에너지비서관을 두었다. 대통령실은 신설된 조직의 역할은 AI 산업 육성과 첨단기술 발전, 인구 및 기후 위기 과제 해결을 집중적으로 다루는 것이라고 밝혔다. 초대 AI미래기획수석은 하정우 네이버클라우드 AI혁신센터장이 맡았다.

## 인사
취임 첫날인 2025년 6월 4일, 이 대통령은 김민석 의원을 초대 국무총리 후보자로 지명하였다. 또한, 국가정보원장 후보자로 이종석 전 통일부 장관을 내정하였다. 대통령 비서실장에는 강훈식 민주당 의원, 국가안보실장에는 위성락 민주당 의원을 임명하였다. 경호처장으로는 황인권 전 육군 대장, 대통령실 대변인으로는 강유정 민주당 대변인을 선임하였다. 새로운 정부의 초대 인사는 이 대통령이 직접 발표하였으며, 이들의 임용 건 결재는 다음날인 6월 5일 이 대통령의 첫 전자결재로 이루어졌다.
6월 8일, 정무수석에 우상호 전 더불어민주당 비상대책위원장, 민정수석에 오광수 전 대구지검장, 홍보수석에 이규연 전 JTBC 대표가 임명되었으며, 이틀 뒤인 10일에는, 기재부 1차관으로 이형일 통계청장을, 2차관으로 임기근 조달청장을, 외교부 1차관으로 박윤주 주아세안대표부 공사를, 2차관으로 김진아 한국외국어대학교 교수를, 산업통상자원부 1차관으로 문신학 산자부 대변인을, 통상교섭본부장으로 여한구 피터슨국제경제연구소 선임위원을 임명하는 등 첫 차관급 인사가 단행되었다. 6월 13일, 이 대통령이 전날 밤 사의를 표명한 오광수 민정수석의 사표를 수리함에 따라, 오 수석은 이재명 정부 들어 고위공직자 가운데 첫 낙마 사례가 되었다. 이어 15일, 이 대통령은 국가안보실 제1차장으로 김현종 전 국방개혁비서관을, 제2차장으로 임웅순 주캐나다 대사를, 3차장으로 오현주 주교황청대사를 임명하였다. 이로써 국가안보실 구성이 완료되었다. 신설된 AI미래기획수석에는 하정우 네이버클라우드 AI혁신센터장이 임명되었다.
6월 23일, 새 정부의 첫 장관 인선이 단행되었다. 국방부 장관으로 민간 출신 안규백 의원이, 통일부 장관에는 참여정부에서도 동일 직책을 맡은 정동영 의원이 지명되었다. 또한 농림부 장관직의 경우 송미령 장관이 유임되었다. 이외 주요 지명자는 다음과 같다. 외교부장관에 조현 전 외교부 제1차관, 국가보훈부장관에 권오을 전 의원, 환경부장관에 김성환 의원, 과학기술정보통신부장관에 배경훈 전 LG AI연구원장, 고용노동부장관에 김영훈 전 정의당 노동본부장, 여성가족부장관에 강선우 의원, 해양수산부장관에 전재수 의원, 중소벤처기업부장관에 한성숙 전 네이버 대표이사, 국무조정실장에 윤창렬 전  국무조정실 국무1차장. 이어 6월 29일에는 이진숙 전 충남대학교 총장이 교육부장관 후보자로 지명되었으나, 7월 20일 지명이 철회되었다.
7월 3일, 김민석 국무총리 후보자 임명동의안이 더불어민주당과 조국혁신당, 진보당 등 여권 의원들만 표결에 참여한 채 국회 본회의를 통과, 이후 이 대통령의 김민석 국무총리 임명안 재가로 김 후보자가 국무총리직에 취임하였다.

### 내용주
1. ↑  이재명 지명
2. ↑  이재명 지명
3. ↑  이재명 지명
4. ↑  이재명 지명
5. ↑  홍보수석비서관에서 명칭 변경
6. ↑  시민사회수석비서관 명칭 변경
7. ↑  경제수석비서관에서 명칭 변경
8. ↑  윤석열 정부 당시 사라진 여성가족비서관 부활 및 명칭 변경
9. ↑  과학기술수석비서관에서 명칭 변경 및 확대
10. ↑  소득 상위10% 제외
11. ↑  1초에 100경 번의 부동소수점 연산 처리
12. ↑  지역구 국회의원, 겸직 가능
13. ↑  『인사청문회법』상 국회는 인사청문요청서를 접수한 날로부터 15일 이내에 인사청문을 마치고, 전체 국회 심사 절차는 20일 이내 마무리해야 한다.
14. ↑  지역구 국회의원, 겸직 불가능
15. ↑  비례대표 국회의원, 겸직 불가능, 의석승계자는 손솔
16. ↑  비례, 겸직 불가능, 의석승계자는 최혁진